# Chinesische Raumstation
Die Chinesische Raumstation (chinesisch 中國空間站 / 中国空间站, Pinyin Zhōngguó Kōngjiānzhàn; abgekürzt: CSS für China Space Station) ist eine vom Büro für bemannte Raumfahrt betriebene, seit dem 5. Juni 2022 ständig besetzte Raumstation in einem erdnahen Orbit von etwa 340 bis 420 km Höhe mit einer Bahnneigung von rund 42°.
Der Aufbau der Station begann am 29. April 2021 mit dem Start des Kernmoduls Tianhe. Im Laufe des Jahres 2022 wurde sie um zwei Wissenschaftsmodule erweitert, die in einer T-Form fest mit dem Kernmodul verbunden sind. 2026 soll das auf demselben Orbit fliegende Xuntian-Weltraumteleskop hinzukommen, das für Wartungsarbeiten angekoppelt werden kann.
Es ist vorgesehen, die Raumstation um ein zweites T zu einer 干-Form zu erweitern, dann mit einer ständigen Besatzung von sechs Raumfahrern.
Da die Raumstation gelegentlich ihre Bahnhöhe verändern muss, darf sie nicht mehr als 180 t Masse besitzen.
Ein weiterer Ausbau ist daher nur mit freifliegenden Begleitmodulen möglich, wie beim Xuntian-Teleskop geplant.

## Geschichte
Das am 21. September 1992 vom Ständigen Ausschuss des Politbüros der Kommunistischen Partei Chinas gebilligte bemannte Raumfahrtprogramm der Volksrepublik China, wegen des Datums auch als „Projekt 921“ bekannt, besteht aus drei Phasen:
1. bemannte Raumschiffe, später als „Shenzhou“ bekannt
2. kurzzeitig bewohnte Weltraumlabors, später als „Tiangong“ bekannt
3. eine langfristig besetzte Raumstation

Am 25. September 2010, also ein Jahr bevor das erste Weltraumlabor, Tiangong 1, gestartet wurde, genehmigte das Politbüro unter Generalsekretär Hu Jintao offiziell den „Plan einer bemannten Raumstation“ (载人空间站工程实施方案), kurz „Projekt 921-3“, die entsprechenden Mittel wurden vom Staatsrat der Volksrepublik China freigegeben.
Daraufhin wurde im Oktober 2010 beim bemannten Raumfahrtprogramm ein neuer Aufgabenbereich eingerichtet, das sogenannte „Raumstationsystem“. Das Raumstationsystem steht unter der Verantwortung der Chinesischen Akademie für Weltraumtechnologie (CAST), einer Tochter der China Aerospace Science and Technology Corporation, an Entwicklung und Bau der Raumstation sind aber auch die China Aerospace Science and Industry Corporation und die China Electronics Technology Group Corporation beteiligt.
Wie alle Aufgabenbereiche des bemannten Raumfahrtprogramms besitzt das Raumstationsystem einen mehr oder weniger politischen Kommandanten (总指挥), derzeit Wang Xiang (王翔), und einen Technischen Direktor (总设计师), derzeit Yang Hong. Beide sind Wissenschaftsräte im Rang von Professoren (研究员) an der Akademie für Weltraumtechnologie.
Eine der Schlüsseltechnologien für den Aufbau einer modularen Raumstation ist der Kopplungsmechanismus. Dieses dem russischen APAS ähnelnde System, bei dem das aktive Raumschiff bzw. Modul in der letzten Phase des Annäherungsprozesses mithilfe eines CCD-Sensors seine Position in Bezug zur Station erkennt und selbstständig nachsteuert, wurde ab Februar 2005, sofort nachdem die zweite Phase des Raumfahrtprogramms vom Politbüro genehmigt worden war, vom Pekinger Institut für Steuerungstechnik der Chinesischen Akademie für Weltraumtechnologie in Zusammenarbeit mit dem Forschungsinstitut für Bildverarbeitung der Polytechnischen Universität Harbin entwickelt, wobei eines der Hauptprobleme das teilweise blendende Sonnenlicht aus ständig wechselnden Richtungen war.
Es wurde erstmals am 3. November 2011 erprobt, als das unbemannte Raumschiff Shenzhou 8 am Weltraumlabor Tiangong 1 ankoppelte.
2010, beim Start des Projekts 921-3, ging man noch davon aus, die Module mit einer Trägerrakete vom Typ Changzheng 2F (maximale Nutzlast 8,4 t) in die Erdumlaufbahn zu befördern. Ein Jahr später, 2011, begann man jedoch mit der Entwicklung der schweren Trägerrakete Changzheng 5B, die bis zu 25 t in einen erdnahen Orbit bringen kann und durch ihren Durchmesser von 5 m größere Volumina befördern kann als die Changzheng 2F mit ihren 3,4 m, selbst wenn man dort eine auskragende Nutzlastverkleidung verwenden würde.
Am 5. Mai 2020 absolvierte die CZ-5B erfolgreich ihren ersten Testflug mit dem Raumschiff der neuen Generation.
Die gesamte Station hat in der ersten Ausbauphase mit einem Kernmodul und zwei Wissenschaftsmodulen eine Nettomasse von 68,5 t, das sich mit einem angekoppelten Tianzhou-Raumtransporter und zwei bemannten Shenzhou-Raumschiffen beim Schichtwechsel auf 90 t erhöht. Dazu kommen dann noch gut 10 t auswechselbare Nutzlasten. Als die Dimensionen der Raumstation konzipiert wurden, war man sich über die Ausmaße der seit 1998 im Aufbau befindlichen Internationalen Raumstation ISS im Klaren. Die Ingenieure entschieden sich jedoch bewusst für ein kleineres Format, bei dem sie mit einem begrenzten Aufwand – die Raumstation wird allein von der Volksrepublik China finanziert – einen maximalen Nutzen erzielen konnten. Eine spätere Erweiterung der Station um bis zu drei zusätzliche Module hatte man sich von Anfang an offengehalten.
Die von der Herstellerfirma garantierte Mindestlebensdauer der Module und somit, da die Station in nur anderthalb Jahren montiert wurde, des gesamten T-Elements, beträgt 10 Jahre. Durch regelmäßige Wartung und Auswechslung von Geräten kann dies jedoch um mehrere Jahre verlängert werden.
Um die Nutzlasten sachgemäß betreuen zu können, wurden bei der am 23. April 2018 vom Chinesischen Raumfahrer-Ausbildungszentrum gestarteten Anwerbungskampagne für die Auswahlgruppe 2020 des Raumfahrerkorps der Volksbefreiungsarmee nicht nur Piloten angesprochen, sondern auch Wissenschaftler, dazu noch Ingenieure, die für Bau, Wartung und Reparatur der Raumstation benötigt werden. Während bei den frühen Shenzhou-Flügen etwa alle zwei Jahre ein Start stattfand, soll die Besatzung der neuen Raumstation regulär alle sechs Monate gewechselt werden. Während des Besatzungswechsels kann die Station bis zu zehn Tage lang auch sechs Personen beherbergen, plangemäß wird die Schichtüberschneidung etwa eine Woche dauern.
Daher wurden bei dieser Auswahlgruppe anstatt 14 (1998) oder 7 (2010) nun 18 Personen (17 Männer und eine Frau) für das Raumfahrerkorps ausgewählt.
Die reguläre Raumfahrerausbildung dauert vier Jahre.
Im November 2018 wurde auf der Internationalen Luft- und Raumfahrtausstellung in Zhuhai ein Probeexemplar des Kernmoduls gezeigt, das für die Überprüfung und Bestätigung der handwerklichen Verarbeitung (beispielsweise der Schweißnähte) verwendet worden war. Zu diesem Zeitpunkt war man bereits dabei, die ersten Prototypen aller Systeme herzustellen. Ende 2018 begann man mit der Herstellung des finalen Prototyps des Kernmoduls, an dem unter anderem Tests zur mechanischen und thermischen Belastbarkeit durchgeführt wurden. Mit dem Bau des für den Flug ins All bestimmten Kernmoduls sowie eines identischen Doppelexemplars, das bei der Chinesischen Akademie für Weltraumtechnologie – zur besseren Begehbarkeit in der Mitte auseinandergenommen – zum Zwecke der Fehlersuche, der vorherigen Erprobung von Software-Updates etc. aufbewahrt wird, begann man im September 2019 mit dem Bau der beiden finalen Exemplare des Wissenschaftsmoduls Wentian im Dezember 2020 und mit dem Bau der beiden finalen Exemplare des Wissenschaftsmoduls Mengtian im April 2021.
Zusätzlich zu den beiden realen Raumstationen (eine im All, eine bei CAST) gibt es ein seit 2012 parallel dazu entstandenes digitales Modell, das immer auf dem neuesten Stand gehalten wird – die Techniker vermerken dort die Position jedes Schraubenschlüssels und jeden Apfels – und an dem zum Beispiel die Auswirkungen von Lageänderungen auf die Besonnungssituation der Solarmodule und damit die Stromversorgung simuliert werden können.
Ein weiteres, hermetisch geschlossenes 1:1-Modell der Raumstation, in dem nur die Inneneinrichtung korrekt nachgebaut wurde, befindet sich im Raumfahrer-Ausbildungszentrum. Dort üben die Raumfahrer zum einen jeden Arbeitsschritt bei der Mission, für die sie jeweils ausgewählt wurden.
Zum anderen erproben dort Bian Qiang (卞强) und seine Kollegen vom Labor für Lebenserhaltungssysteme (环控生保工程室) des Ausbildungszentrums mit Raumfahrersimulationsgeräten jeweils ein bis zwei Tage vor einem Mannschaftswechsel, wie sich die Belastung durch drei zusätzliche Personen auf die Systeme der Raumstation auswirkt.

## Bauphase
Der Aufbau der Station begann am 29. April 2021 um 03:23 UTC mit dem Start des Kernmoduls Tianhe mit einer schweren Trägerrakete vom Typ Changzheng 5B vom Kosmodrom Wenchang. In der ersten Maihälfte 2021 fand ein vom Raumfahrtkontrollzentrum Peking aus gesteuerter Test des mechanischen Arms der Station statt, der ausgeklappt wurde, nach Art einer Spannerraupe von Befestigungspunkt zu Befestigungspunkt am Kernmodul entlang bewegt wurde und schließlich wieder an seiner ursprünglichen Stelle verstaut wurde. Am 29. Mai 2021 startete zunächst der Raumfrachter Tianzhou 2 mit einer Changzheng 7, am 17. Juni 2021 startete die erste Besatzung mit dem Raumschiff Shenzhou 12. Die Besatzung blieb drei Monate auf der Station, überprüfte die zuverlässige Stromversorgung über die Solarmodule und testete den mechanischen Arm im All. Diese Dinge konnten auf der Erde schwerkraftbedingt nur in einer Ebene, aber nicht dreidimensional geprüft werden. Am 20. September 2021 folgte der Raumfrachter Tianzhou 3, am 15. Oktober startete die nächste Besatzung mit dem Raumschiff Shenzhou 13. Während dieser beiden Schichten, die die Schlüsseltechnologien der Raumstation zu testen hatten, fanden mehrere Außenbordeinsätze statt.
Nach einer umfassenden Evaluation der beiden Missionen Shenzhou 12 und Shenzhou 13 wurde auf einer Versammlung aller Verantwortlichen des bemannten Raumfahrtprogramms am 29. April 2022, dem ersten Jahrestag des Kernmodul-Starts, die formale Genehmigung zum weiteren Ausbau der Station mit den Wissenschaftsmodulen Wentian und Mengtian erteilt. Am 5. Juni 2022 brach die Besatzung von Shenzhou 14 zur Station auf, um im Laufe der folgenden Monate die Wissenschaftsmodule zu montieren. Am 3. November 2022 um 01:32 Uhr UTC war  mit der Ankoppelung des Wissenschaftsmoduls Mengtian am Backbordstutzen der Bugschleuse die endgültige T-Form der Raumstation erreicht.
Hier die einzelnen Ausbauzustände:

Künstlerische Darstellung der chinesische Raumstation
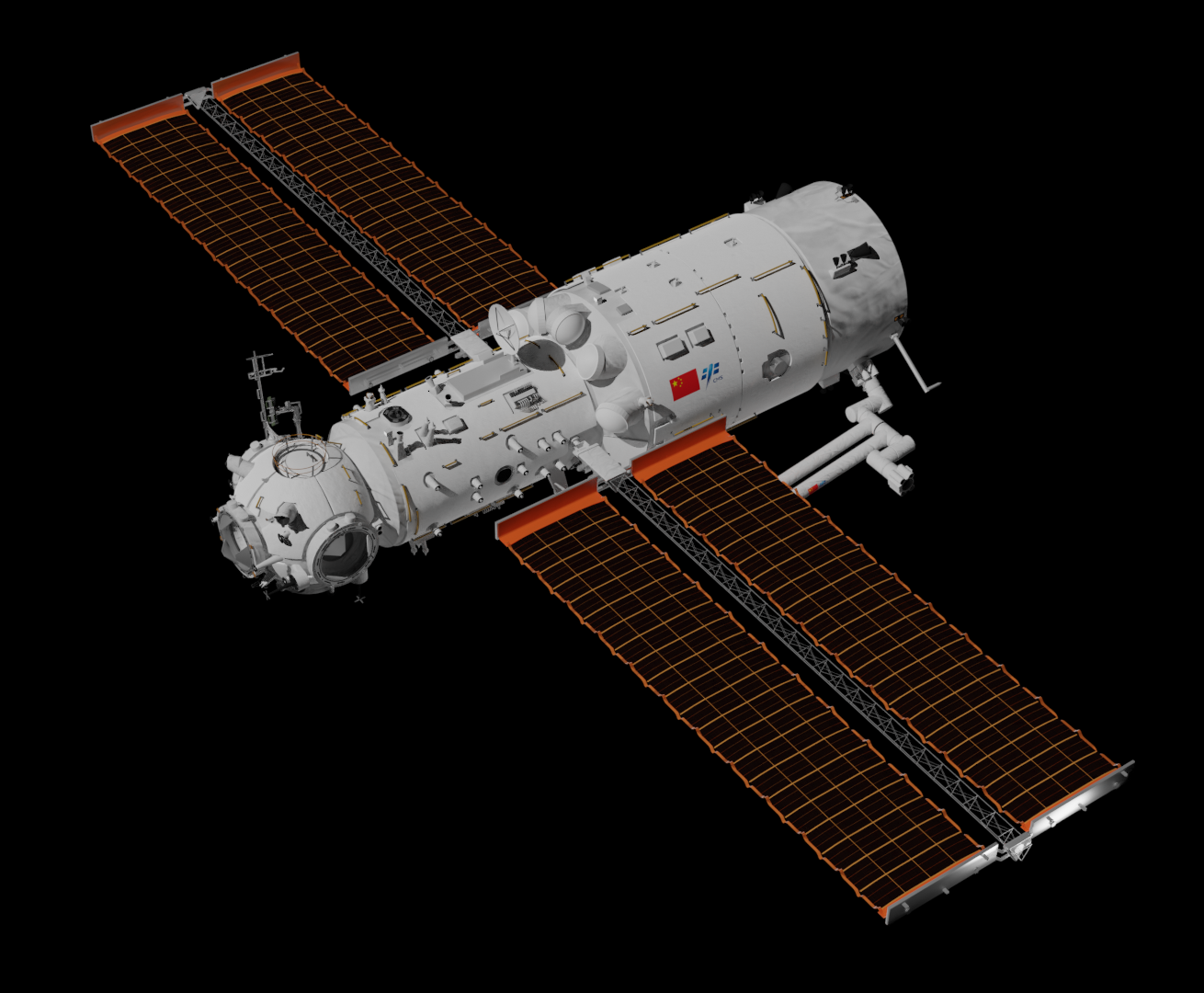
29. April 2021
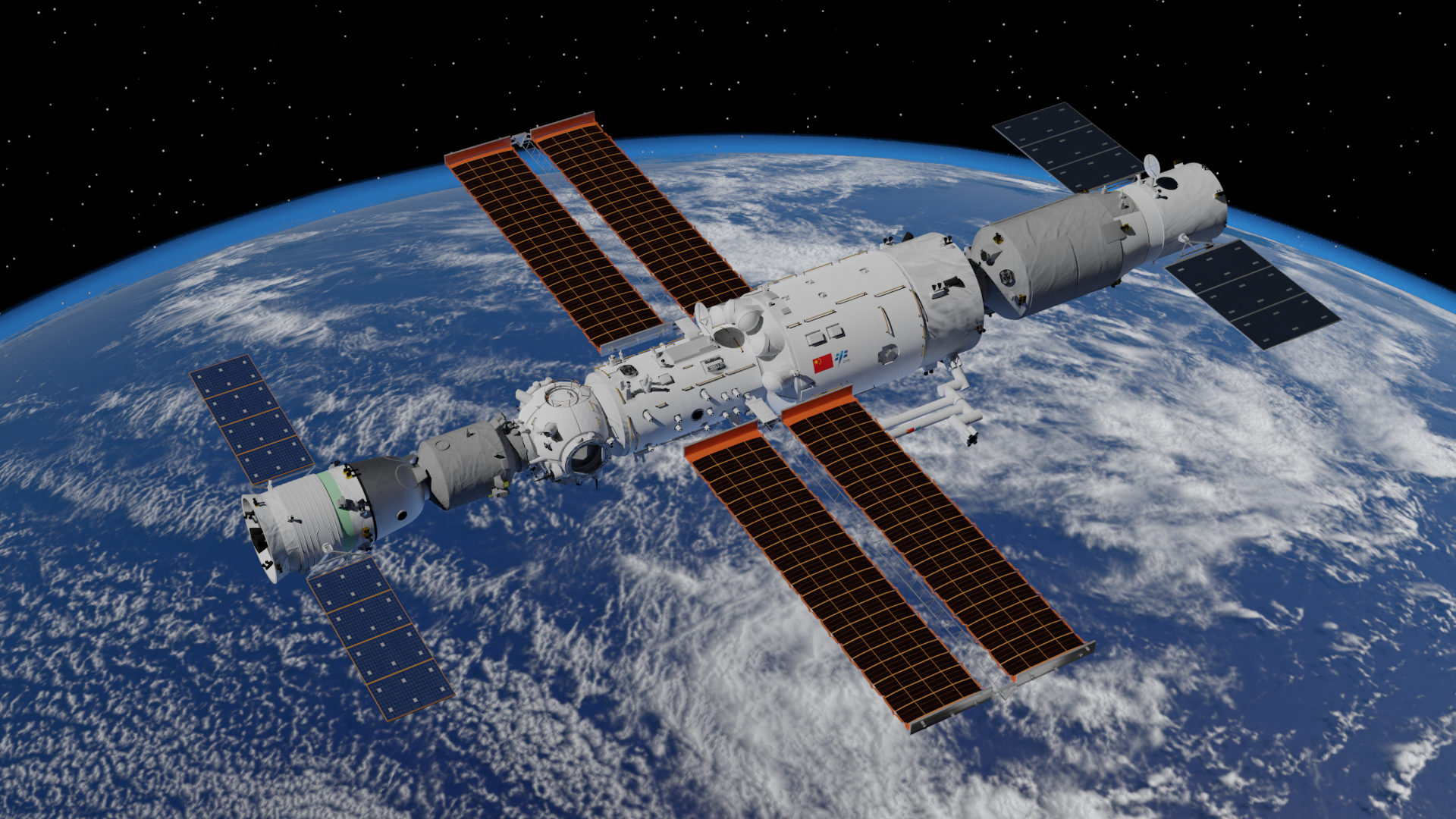
17. Juni 2021
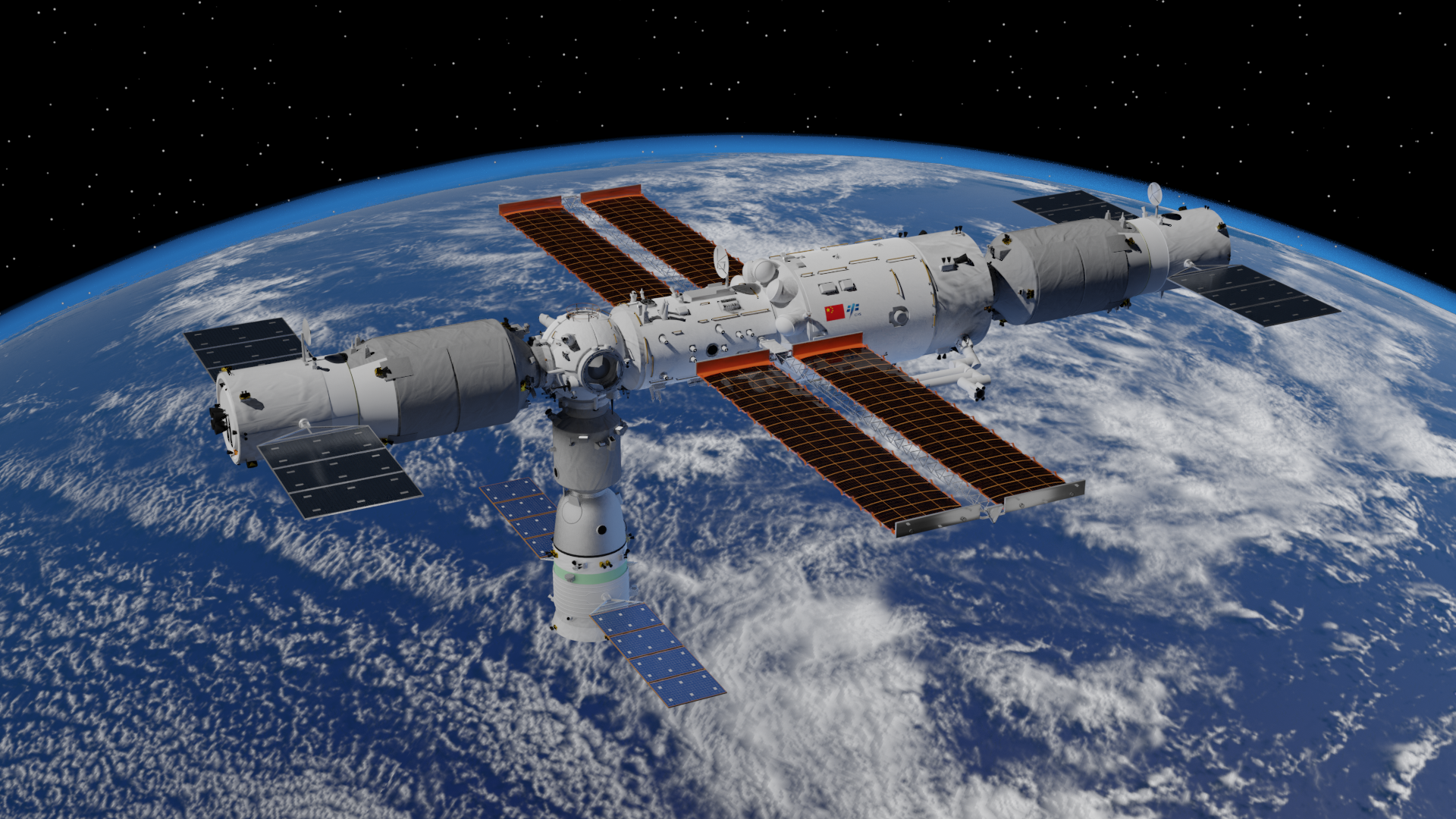
15. Oktober 2021
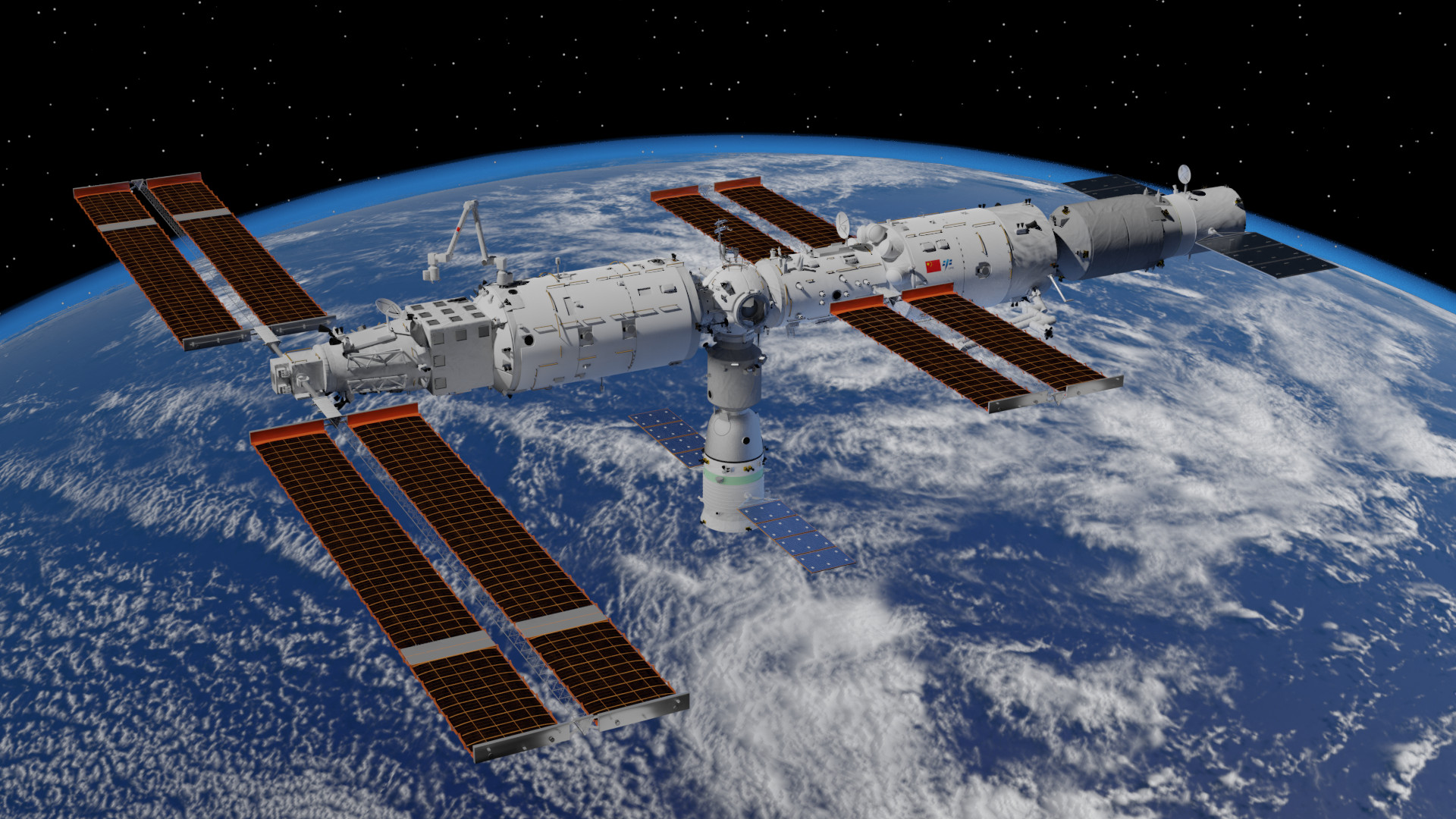
24. Juli 2022
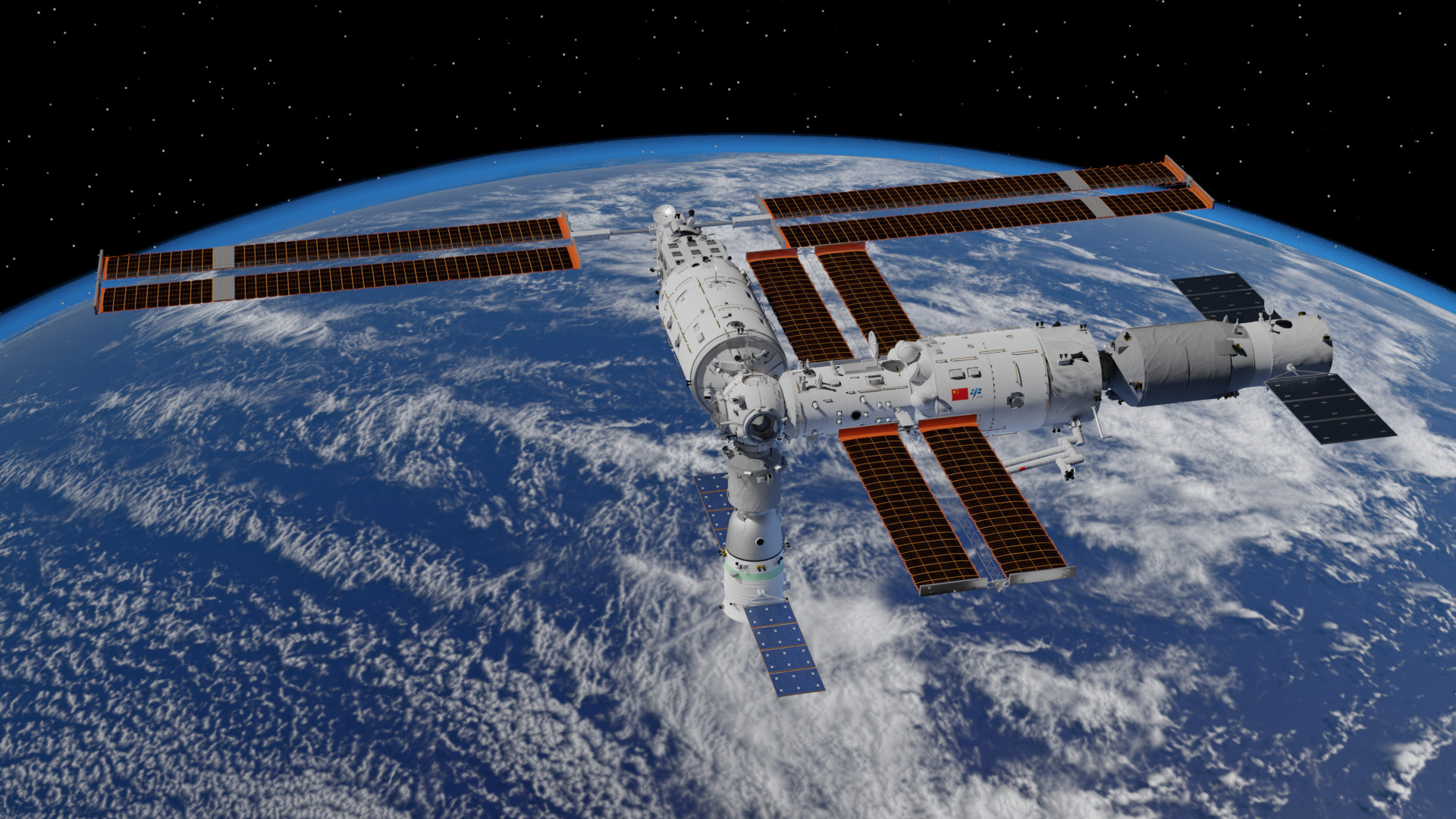
30. September 2022
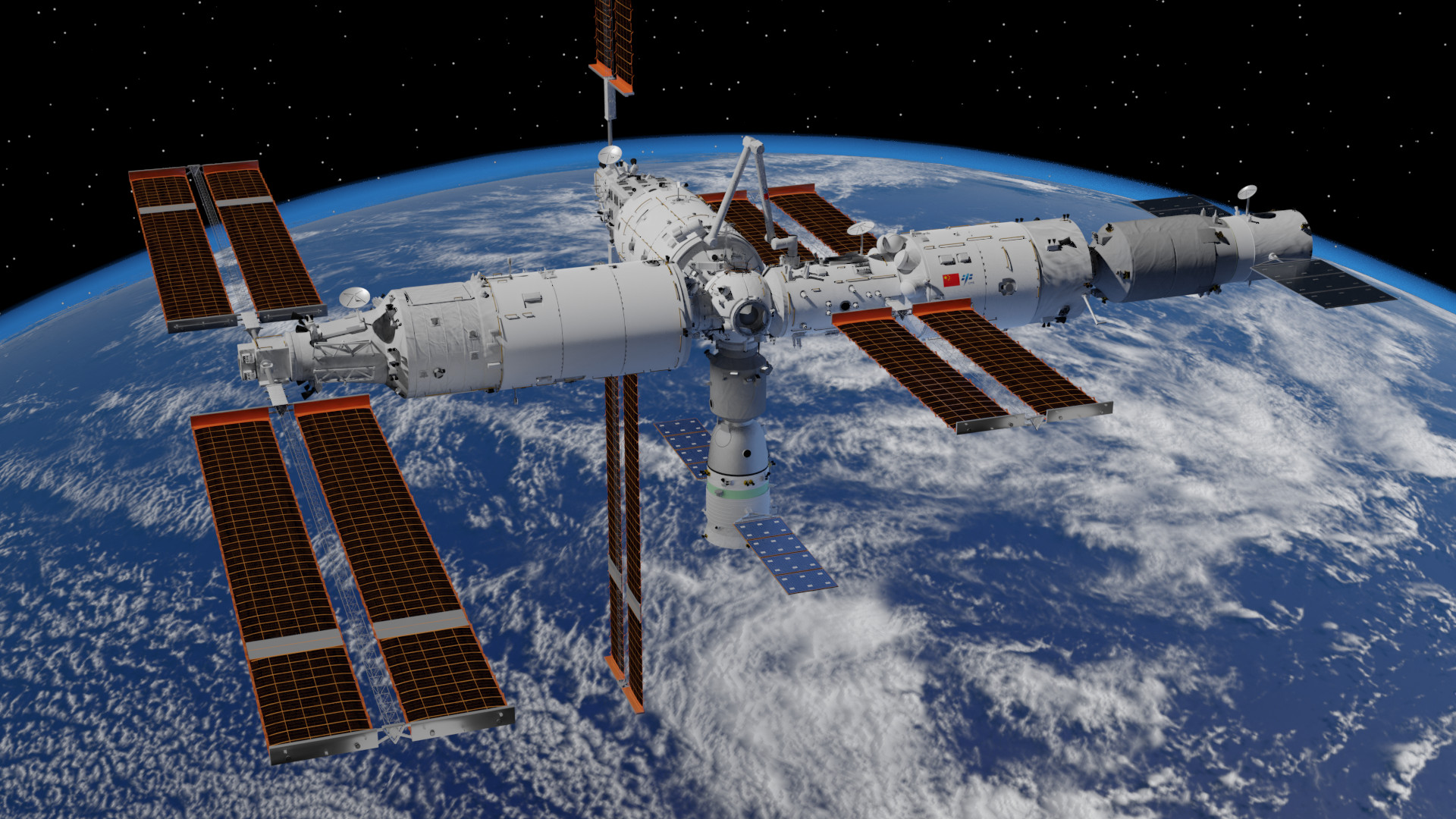
1. November 2022
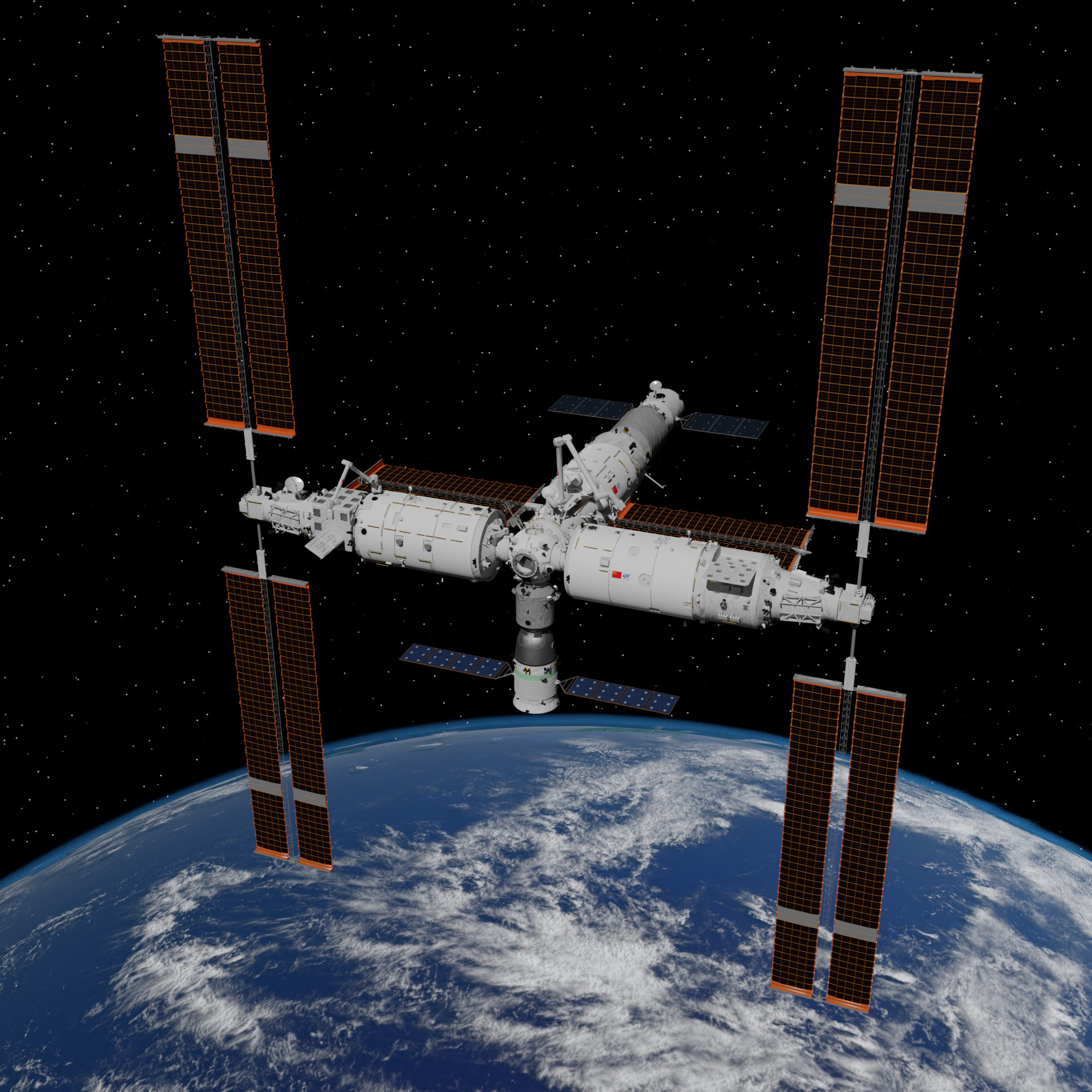
3. November 2022

Bei der Eröffnung einer Ausstellung zum Thema „30 Jahre Bemanntes Raumfahrtprogramm“ im Chinesischen Nationalmuseum am 24. Februar 2023 gab Hao Chun, der Direktor des Büros für bemannte Raumfahrt, das Ende der Bauphase und den offiziellen Eintritt in die Nutzungs- und Erweiterungsphase bekannt.

## Betrieb

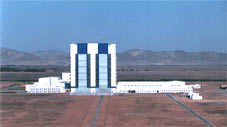
Raumfahrzeugmontagegebäude des Kosmodroms Jiuquan

Die Starts zur Station müssen in festgelegten Abständen auf die Minute genau stattfinden, da sonst die automatischen Koppelmanöver mit extrem kurzen Flugzeiten (2 Stunden) nicht durchgeführt werden können („Null-Startfenster“ bzw. 零窗口). Insbesondere für die Betankung der Changzheng 5 und der Changzheng 7, die kryogene Treibstoffe verwenden, stellt dies eine beträchtliche Herausforderung dar.
Auf dem Kosmodrom Wenchang wurde daher ein elastischer Countdown entwickelt, bei dem in der besonders kritischen Phase bei T−10 min, wo 38 Aktionen durchgeführt werden müssen, diese nicht zwangsläufig hintereinander, sondern notfalls auch parallel abgearbeitet werden können.
Bis zur Indienststellung der Bemannten Trägerrakete der neuen Generation werden alle bemannten Flüge zur Raumstation mit Raketen vom Typ Changzheng 2F/G durchgeführt, wobei immer eine weitgehend fertig montierte Rakete für eventuelle Rettungseinsätze bereitgehalten wird, die, wenn es keinen Notfall gibt, bei der folgenden Mission regulär zum Einsatz kommt.
Dies ist möglich, da das Raumfahrzeugmontagegebäude auf dem Kosmodrom Jiuquan 1994 im Zusammenhang mit den Tiangong-Raumlabor-Missionen so konzipiert wurde, dass in zwei Werkhallen die parallele Montage zweier Raketen durchgeführt werden kann.
Aus Sicherheitsgründen werden einige Komponenten wie Batterien und Zündvorrichtungen für die Triebwerke in einem getrennten Gebäude aufbewahrt. Wenn die Anordnung für einen Rettungseinsatz erfolgt, werden diese Komponenten eingebaut und es erfolgt eine nochmalige Überprüfung der Rakete. Außerdem finden während der 6- bis 7-monatigen Wartezeit regelmäßige Routinekontrollen statt.
Ursprünglich hätte ein Rettungsflug zehn Tage nach einem Alarm erfolgen können, mit einem Startfenster alle 23 Stunden 32 Minuten. Für die zweite und alle weiteren Shenzhou-Missionen zur Raumstation konnte die Vorbereitungszeit jedoch um anderthalb Tage reduziert werden. Verbindungsleute der Chinesischen Akademie für Trägerraketentechnologie leben ständig in der Großgemeinde Dongfeng beim Kosmodrom und können nach einem Alarm innerhalb von zwei Stunden vor Ort sein. In der folgenden Stunde verständigen die Verbindungsleute nach einer vorbereiteten Liste das Notstart-Personal, das 48 Stunden nach dem Alarm vollständig auf dem Kosmodrom eingetroffen ist. Bei gutem Wetter und günstiger Lage des Startfensters kann der Rettungsflug nun achteinhalb Tage nach dem Alarm erfolgen.
Wesentlich schneller ist eine Evakuierung der Station mit den angedockten Raumschiffen möglich. Während einer Mission sind deren elektrische Systeme nicht abgeschaltet, sondern befinden sich in einem Schlafmodus, in dem die Telemetrie- und Steuersysteme ständig laufen. Auf diese Art kann das Raumschiff jederzeit startbereit gemacht werden. Die Sauerstoffvorräte, Ladestand der Akkumulatoren etc. werden von der Stationsbesatzung in regelmäßigen Abständen überprüft.
Neben Dingen wie einem Brand auf der Station ist das wahrscheinlichste Szenario, bei dem eine Evakuierung notwendig wäre, eine Beschädigung durch Mikrometeoriten oder Weltraummüll. Während die Raumstation selbst durch einen Whipple-Schild relativ gut geschützt ist (siehe unten), besitzen die Shenzhou-Raumschiffe keinen speziellen Schutz gegen mechanische Beschädigung. Wenn es im Orbitalmodul des Raumschiffs, das bei der Rückkehr zur Erde vor dem Wiedereintritt in die Atmosphäre ohnehin abgeworfen wird, ein Loch von weniger als 5 mm Durchmesser gibt, so kann dieses mit auf der Raumstation eingelagertem Material geflickt werden, und die Mannschaft kehrt mit diesem Raumschiff zur Erde zurück. Wenn jedoch die Landekapsel getroffen wird, kann der ablative Hitzeschutz auf ihrer Außenseite seine Funktion nicht mehr erfüllen, und es muss ein Rettungsraumschiff ins All geschickt werden.

## Namen
Für die Namensgebung der Station, ihrer Module sowie des zu ihrer Versorgung gedachten Transportraumschiffs lobte das Büro für bemannte Raumfahrt, unterstützt von dem Internet-Unternehmen Tencent, am 8. April 2011 einen Wettbewerb aus, bei dem alle Chinesen, egal ob im In- oder Ausland,
vom 25. April an Vorschläge einreichen konnten. Dies war zum einen als Werbemaßnahme für das bemannte Raumfahrtprogramm gedacht, zum anderen sollte damit die Raumstation als nationales Symbol etabliert werden. Aus den insgesamt 152.640 eingereichten Vorschlägen traf eine Jury (Yang Liwei und andere) zunächst eine Vorauswahl von jeweils 30 Namen. Aus diesen wurden dann von 19,6 Millionen Chinesen in einen Monat dauernden Internetabstimmungen jeweils 10 Namen gewählt, aus denen schließlich eine Kommission unter anderem aus Ingenieuren und Schriftstellern die endgültigen Namen wählte. Es dauerte dann noch zwei Jahre, bis die endgültigen Namen bestimmt und vom Staatsrat genehmigt waren. Am 31. Oktober 2013 gab das Büro für bemannte Raumfahrt die Namen bekannt:
- Gesamte Raumstation: Tiangong (天宫, Himmelspalast), wie die ersten beiden Raumlabors, aber ohne Nummer
- Kernmodul: Tianhe (天和, Himmlische Harmonie), ein Zitat aus dem Zhuangzi:[52] die Raumstation lebt mit dem Himmel bzw. Weltall harmonisch zusammen, das Kernmodul vereinigt und harmonisiert die anderen Module
- Wissenschaftsmodul: Wentian (问天, Himmelsbefragung), im Sinne von „sich beim Himmel (über Naturkatastrophen od. ähnl.) beschweren“[53]
- Weltraumteleskop: Xuntian (巡天, Himmelsdurchmusterung), von Mao Zedong in dem Gedicht „Den Seuchengott zur Hölle schicken“ (送瘟神) auch im Sinne von „seinen Kontrollgang am Himmel machen“ verwendet[54]
- Transportraumschiff: Tianzhou (天舟, Himmelsschiff)[55][56]

Das im selben Wettbewerb ausgewählte Emblem des Büros für bemannte Raumfahrt, ein aus dem Schriftzeichen 中 für China abgeleitetes Piktogramm der Raumstation mit dem Schriftzug 中国载人航天 („Bemannte Raumfahrt Chinas“) oder CMS („China Manned Space“) wurde vom Chinesischen Patentamt am 7. Juli 2022 als eingetragene Wort-Bild-Marke urheberrechtlich geschützt.
Das Weltraumteleskop sollte ursprünglich am Kernmodul angekoppelt sein. Anfang 2016 entschied man sich, es getrennt, aber nahe bei der Raumstation um die Erde kreisen zu lassen. Den freien Platz nimmt nun ein zweites Wissenschaftsmodul namens Mengtian (梦天, Himmelstraum) ein, eine Anspielung auf Xi Jinpings „Chinesischen Traum“, bei dem die Raumfahrt eine wichtige Komponente ist.
Der Begriff „Himmelspalast“ als Bezeichnung für die gesamte Raumstation wird seit 2018 selten verwendet; seit jener Zeit heißt die Raumstation einfach „Raumstation“ (空间站). Bei der Kommunikation mit dem Raumfahrtkontrollzentrum Peking verwendet die Raumstation jedoch den Funknamen „Tiangong“.
Am 15. Februar 2023 startete das Büro für bemannte Raumfahrt einen ähnlichen Wettbewerb für die Embleme der für jenes Jahr geplanten Missionen Tianzhou 6  (Mai 2023), Shenzhou 16 (Mai 2023) und Shenzhou 17 (Oktober 2023), bei dem alle natürlichen Personen, juristischen Personen oder Organisationen egal welcher Nationalität bis zum 6. März 2023 Vorschläge einreichen konnten.
Hintergrundinformationen zu den Missionen sowie Muster mit historischen Missionsemblemen von CSS und ISS wurden zur Verfügung gestellt.
Am 21. März 2023 wurden die Gewinner der über 1500 eingereichten Vorschläge bekanntgegeben, wobei sich die Auswahlkommission nicht vollständig an das Ergebnis der vorangegangenen Online-Abstimmung hielt.

## Module

### Kernmodul Tianhe

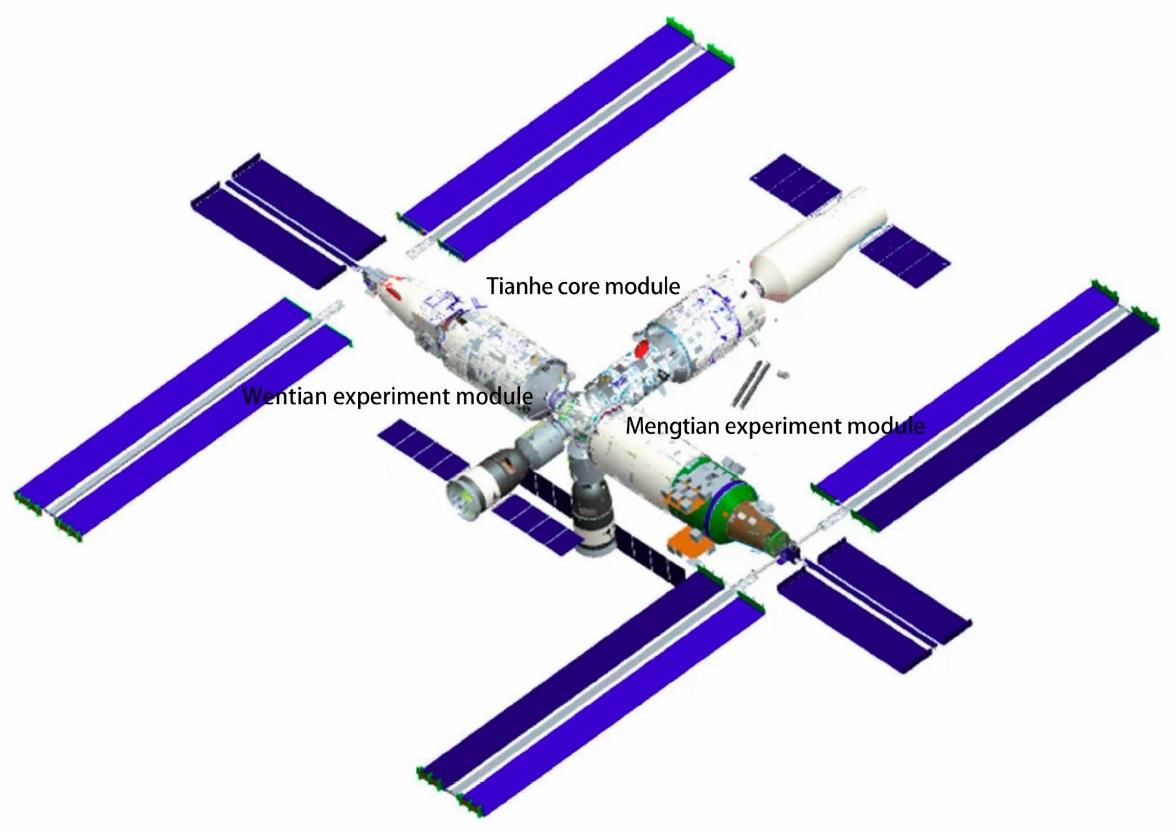
Geplanter Ausbauzustand mit an die Außenseiten versetzten Solarmodulen des Kernmoduls Tianhe. Hinten am Kernmodul der mechanische Arm.

Das Kernmodul Tianhe (dt.: Himmlische Harmonie) ist das Kontrollzentrum der Raumstation, dort befinden sich Lebenserhaltungssysteme, Stromversorgung, Navigation, Antrieb und Lageregelung. Das Modul ist 16,6 m lang, sein größter Durchmesser beträgt 4,2 m und sein Startgewicht 22,5 t.
Das Kernmodul bietet drei Raumfahrern Platz zum Leben und Arbeiten; schon vor der Erweiterung durch die Wissenschaftsmodule konnten dort Experimente durchgeführt werden.

### Wissenschaftsmodul Wentian
Das erste, beim Start etwa 23 t schwere Wissenschaftsmodul (im Laufe der Zeit werden schrittweise mit Raumfrachtern angelieferte Nutzlasten und Ersatzteile hinzugefügt) erfüllt neben seiner eigentlichen Aufgabe als Plattform für Experimente auch Steuerfunktionen für die gesamte Raumstation, außerdem dient es als Lagerraum für Ersatzteile und Verbrauchsgüter sowie als Schutzraum in einem Notfall. Das Wissenschaftsmodul Wentian besitzt einen eigenen mechanischen Arm, um die Montage und Demontage der außen angebrachten Nutzlastbehälter zu unterstützen, dazu noch eine Luftschleuse für Außenbordeinsätze.

### Wissenschaftsmodul Mengtian
Auch das ebenfalls 23 t schwere Wissenschaftsmodul Mengtian besitzt Vorrichtungen zur Unterbringung von wissenschaftlichen Nutzlasten, sowohl im Inneren als auch außen am Modul – etwa die Hälfte aller Innen- und Außennutzlasten der Station befinden sich im bzw. am Wissenschaftsmodul Mengtian – dazu noch eine Luftschleuse zum Durchreichen von Nutzlastbehältern und Ausrüstungsgegenständen, die von einem Raumfahrer oder – ferngesteuert – einem mechanischen Arm auf der Außenseite in Empfang genommen werden.
Im hinteren Teil des Moduls befinden sich auf der Nadir- und der Zenit-Seite der Außenwand große Klappen, auf deren Innenseite sowie in dem Raum darunter Nutzlasten montiert sind, die dem Weltall ausgesetzt werden müssen.

### Module der zweiten Ausbaustufe
Die Raumstation ist darauf ausgelegt, flexibel erweitert zu werden. Integriert in den Rand der vorderen Schleuse des Kernmoduls Tianhe sind Verbindungen für Treibstoff-, Heiz/Kühlflüssigkeits- und Stromleitungen, die es ermöglichen, dort ein Erweiterungsmodul anzusetzen. Dieses ist anders konstruiert als das Kernmodul Tianhe. Es besitzt keine Kugelschleuse, sondern wird mit der Korridorsektion direkt an die Bugschleuse von Tianhe montiert. Die Sektion, die bei Tianhe als Maschinenraum mit den Lebenserhaltungssystemen etc. dient, ist bei dem Erweiterungsmodul als große Luftschleuse mit dem vollen Durchmesser von 4,2 m ausgebildet, mit vier rund um die Außenwand verteilten Koppeladaptern und einem fünften Koppeladapter am Bug für ein besuchendes Raumschiff. Zumindest einige der Luken sollen einen größeren Durchmesser erhalten, sodass ein International Standard Payload Rack mit 2,00 × 1,05 × 0,86 m hindurchbewegt werden kann (die derzeitigen Standardluken haben einen Durchmesser von 80 cm).
Für die regulären Mannschaftswechsel mit dem Bemannten Raumschiff der neuen Generation (das Shenzhou-Raumschiff soll parallel dazu weiter genutzt werden) stehen dann die Nadirschleuse des Kernmoduls Tianhe und die Bugschleuse des Erweiterungsmoduls zur Verfügung.
Das Erweiterungsmodul soll Ende 2027 angefügt werden, um es zur Erprobung von Technologien für die ab 2030 geplante bemannte Monderkundung nutzen zu können.
So soll es mit zusätzlichen Laborschränken für weltraumwissenschaftliche Forschung auf mehreren Gebieten sowie Befestigungsmöglichkeiten für Außennutzlasten ausgestattet werden. Es soll auch eine verbesserte Küche, Bad und Toilette sowie weitere Möglichkeiten für muskelbildende Gymnastik erhalten.
An das Erweiterungsmodul sollen – voraussichtlich 2033 – zwei Wissenschaftsmodule angekoppelt werden, die von der Kernstation aus mitversorgt werden.
Während das Erweiterungsmodul von der Chinesischen Akademie für Weltraumtechnologie alleine hergestellt wird, ist man bei den Wissenschaftsmodulen offen für eine internationale Kooperation, bei der ausländische Partner nicht nur Nutzlasten beisteuern, sondern in Konzeption und Entwicklung eines ganzen Moduls eingebunden sind. Da die Module der zweiten Ausbaustufe keine eigenen Solarzellenflügel besitzen, die beim Start in zusammengefaltetem Zustand an der Außenseite verstaut werden müssten, besteht keine Notwendigkeit, ihren Querschnitt an einem Ende zu reduzieren, um hierfür Platz zu schaffen. Die zusätzlichen Wissenschaftsmodule sind zylinderförmig und bieten daher im Inneren mehr Raum für Besatzung und Nutzlasten.
Auch außen an den Modulen können mehr Nutzlasten angebracht werden. Die Akademie für Weltraumtechnologie ging im Januar 2022 davon aus, dass die Raumstation bei regelmäßiger Auswechslung der T-Elemente für etwa 100 Jahre betrieben werden könnte, bis sie von der technischen Entwicklung endgültig überholt wäre.

## Lebenserhaltungssystem
Bei der Mission Shenzhou 6 im Oktober 2005, wo zwei Raumfahrer vier Tage im All blieben, wurde ein System zur Extrahierung von Wasser aus der Atemluft getestet. Gleichzeitig begann man am Labor für Klimaanlagen und Lebenserhaltungssysteme (环控生保室) des Chinesischen Raumfahrer-Ausbildungszentrums mit erster, aus dem Programm 863 finanzierter Grundlagenforschung zu regenerativen Lebenserhaltungssystemen. 2008 hatte man die zu meisternden Schlüsseltechnologien definiert und begann mit der Arbeit an den konkreten Projekten.
Das Lebenserhaltungssystem der Raumstation besteht aus fünf Teilsystemen:
- Gasregenerierung und -reinigung zur Entfernung von Kohlenstoffdioxid und toxischen Gasen[80][81]
- Elektrolyse von Wasser zur Erzeugung von Sauerstoff
- Urinaufbereitung
- Wasserrückgewinnung aus der Atemluft
- Trinkwassererzeugung

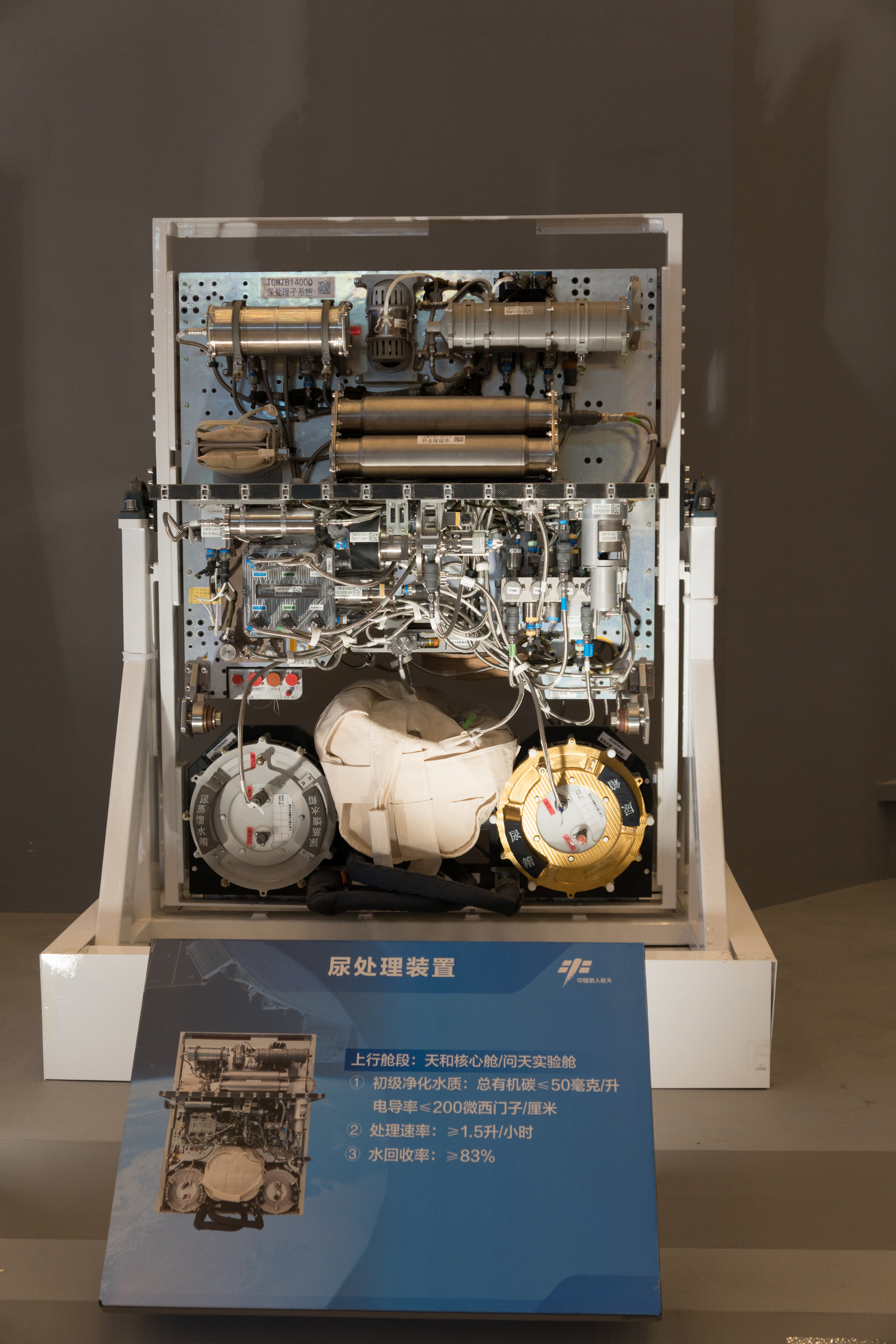
Die Urinaufbereitungsanlage. Rechts unten der Urinsammelbehälter, links unten die Destillation, in der Mitte der Trinkwasserbehälter. Oben in der Mitte die Calcium-Abtrennung.

Die Urinaufbereitung wurde vom Forschungsinstitut 206 der Akademie für Verteidigungstechnologie entwickelt. Die hierbei im ersten Arbeitsschritt eingesetzten Chemikalien zur Unterdrückung der Geruchsbildung haben eine hohe Acidität und greifen das Material der Behälter an. Außerdem kommt es leicht zu Fällung und Kristallbildung, was bei zu hoher Konzentration die Lebensdauer des Systems reduzieren würde. Der Betrieb erfolgt schubweise, in einem Zyklus können aus 6 l Urin 5 l destilliertes Wasser gewonnen werden.
Es bleibt 1 l wässrige Lösung von Salzen – auch das den Raumfahrern als Nahrungsergänzungsmittel gegen Osteoporose verabreichte und wieder ausgeschiedene Calcium wird aus dem Trinkwasser entfernt – die ins All abgelassen wird.
Im ersten Betriebsjahr der Raumstation lief die Urinaufbereitung während der Missionen Shenzhou 12 und Shenzhou 13, also während insgesamt 9 Monaten, fast 7000 Stunden, wobei aus knapp 1700 l Urin gut 1400 l destilliertes Wasser erzeugt wurde. Das aus dem Urin destillierte Wasser wird mit dem durch Kondensation aus der Atemluft gewonnenen Wasser (im ersten Betriebsjahr 1200 l) sowie dem bei der Gasregenerierung entstandenen Wasser zusammengeführt und daraus Trinkwasser entsprechend der nationalen Trinkwasserverordnung erzeugt, das auch zum Waschen und als Spülwasser in der Toilette verwendet wird. Insgesamt werden aus Urin und Atemluft 83 % des auf der Station benötigten Wassers gewonnen, zusammen mit dem bei der CO2-Aufbereitung entstehenden Wasser sind es 95 %.
Etwa 2–3 l Wasser pro Tag wird elektrolytisch in Sauerstoff und Wasserstoff aufgespalten, wobei ein grundlegendes Problem darin besteht, dass sich Gasbläschen in der Schwerelosigkeit nicht von alleine zu einer Wasseroberfläche bewegen. Die Phasentrennung erfolgt hier mit Membranen. Der bei der Elektrolyse entstehende Sauerstoff wird der Klimaanlage zugeführt; der Luftdruck in der Raumstation entspricht mit 81,3–104,3 kPa etwa dem auf Meereshöhe, auch die Zusammensetzung der Atemluft entspricht mit etwa 78 % Stickstoff und 21 % Sauerstoff der auf der Erde.
Der bei der Elektrolyse entstehende Wasserstoff wird in die Gasregenerierungsanlage geleitet, wo er mit dem aus der Atemluft entfernten Kohlenstoffdioxid zu Methan reagiert, das ins Weltall abgelassen wird. Des Weiteren entsteht hierbei etwa 1 l noch nicht trinkbares Wasser pro Tag, das der Trinkwassererzeugung zugeführt wird. Man versucht, den CO2-Gehalt der Atemluft bei unter 1 % zu halten; wenn 2 % erreicht werden, erfolgt ein Alarm. Um eine Blockierung von in der Nähe der Außenwand verlaufenden Luftleitungen durch gefrierendes Kondenswasser zu vermeiden, wird die Luftfeuchtigkeit mit 30–70 % relativ niedrig gehalten. Insbesondere für Raumfahrer aus südlichen und Küstenprovinzen wie Tang Hongbo oder Wang Yaping werden daher von einer Shanghaier Kosmetikfirma Hautpflegeprodukte zur Verfügung gestellt.
Das Lebenserhaltungssystem existiert in doppelter Ausführung, eines im Kernmodul Tianhe und eines im Wissenschaftsmodul Wentian. Jedes der beiden kann die Regelbesatzung von drei Personen alleine am Leben erhalten. Auch wenn beim Schichtwechsel für eine Woche sechs Personen an Bord sind, würde in einem Notfall eines der beiden Lebenserhaltungssysteme genügen, um die Raumfahrer am Leben zu erhalten, bis nach etwa 10 Tagen ein Rettungsraumschiff eintrifft. Durch die erhöhte Taktung von Komponenten wie der Urinaufbereitung käme das System dann aber an seine Grenzen. Für den Fall, dass bis zu diesem Zeitpunkt durch schlechtes Wetter oder andere Faktoren noch kein Rettungsraumschiff eingetroffen wäre, besitzt die Station noch ein nicht regeneratives Lebenserhaltungssystem wie einst das Raumlabor Tiangong 1. Damit könnte der Aufenthalt bei sinkendem Komfort weiter verlängert werden. Ein in der Urinaufbereitungsanlage eingesetztes Achslager, das einer besonderen Belastung durch Säure und Reibung unterliegt, müsste dann statt im Regelfall alle anderthalb Jahre deutlich eher ausgewechselt werden.

## Nutzlasten und internationale Kooperation
30,6 % der Gesamtmasse der Raumstation (ohne angekoppelte Raumschiffe) besteht aus wissenschaftlichen Nutzlasten. Für diese besitzt die Station im Inneren der Module und auf der Außenseite standardisierte Schnittstellen, sowohl was die Stecksockelgröße, Stromversorgung und Temperaturregelung angeht, als auch das Koppeladapter für den mechanischen Arm bei Außennutzlasten. Zur Montage von Nutzlasten in den Stecksockeln sind keine Außenbordeinsätze erforderlich – sie werden durch die Frachtschleuse des Wissenschaftsmoduls Mengtian ins All befördert und dort  vom kleineren der beiden mechanischen Arme übernommen.

Befestigungspunkte für große Nutzlasten

Für größere Nutzlasten gibt es noch einige Befestigungspunkte an der Außenwand der Station. Diese sind im Prinzip Koppeladapter wie an der Kugelschleuse der Raumstation. Der aktive Teil mit dem Verriegelungsmechanismus befindet sich an der Nutzlast und der Befestigungspunkt stellt den passiven Teil dar. Die Stromversorgung der Nutzlast erfolgt über Kontakte im Adapter, die Datenübertragung erfolgt über WLAN. Bei Bedarf können die Raumfahrer die Nutzlast an den auf der Außenwand der Station angeordneten Kühlkreislauf anschließen, wofür ein Außenbordeinsatz nötig ist. Anstatt großer Nutzlasten können an den Befestigungspunkten auch zusätzliche Plattformen für die standardisierten Nutzlastkisten installiert werden.
Alle Nutzlasten, die den Spezifikationen entsprechen, egal ob aus dem In- oder Ausland, können auf der Station mitfliegen. Chinesische Forschungsinstitute und Firmen oder ausländische Interessenten, die mit chinesischen Partnern zusammenarbeiten, können relativ unbürokratisch einen Antrag auf Mitnahme ihrer Nutzlasten stellen.
Hierbei gibt es drei Kategorien:

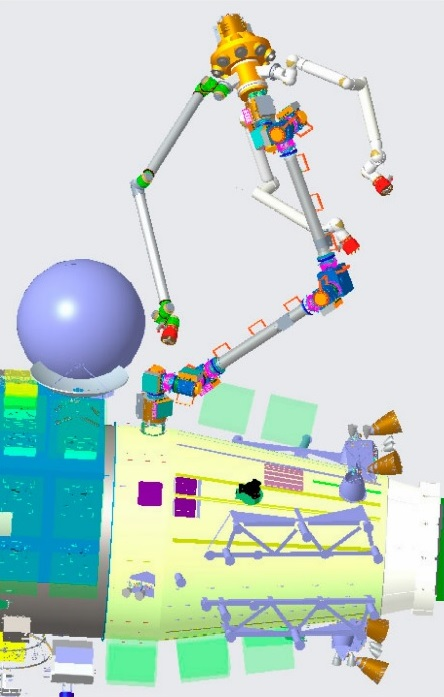
Geplanter dreiarmiger Roboter für Außenarbeiten. Der Arm mit den grünen Gelenken ist kräftiger und die beiden weißen Arme können präziser gesteuert werden.

1. Nutzlasten, die von der Besatzung in einem Baugruppenträger installiert werden, aber keine weitere Betreuung benötigen, sondern von der Erde aus ferngesteuert werden.
2. Experimente, die von den Raumfahrern in den Laborschränken der Station durchgeführt werden.
3. Außennutzlasten, die von den Raumfahrern installiert und später wieder abmontiert werden.

Neben wissenschaftlichen Nutzlasten, für deren Konstruktion, Prüfung und Betreuung das Zentrum für Projekte und Technologien zur Nutzung des Weltalls der Chinesischen Akademie der Wissenschaften in Zusammenarbeit mit dem Chinesischen Raumfahrer-Ausbildungszentrum zuständig ist, wird die Raumstation von der China Aerospace Science and Technology Corporation, also der Herstellerfirma, außerhalb des Nutzlastsystems des bemannten Raumfahrtprogramms auch zur Entwicklung und Erprobung von Technologien genutzt, die der Verbesserung ihrer Produkte dienen. Auf einigen Arbeitsfeldern ist man hierbei offen für internationale Kooperation auf Firmenebene:
1. Regenerative Lebenserhaltungssysteme der nächsten Generation
2. Schutz vor gesundheitlichen Schäden bei Langzeitaufenthalten im All
3. Mechanische Arme und Weltraumroboter
4. Rendezvous und Ankopplung bei nicht kooperierenden Flugkörpern
5. Beobachtung, Reduzierung und Schutz vor Weltraummüll
6. Bau leichter, aber kräftiger Strukturen

Prinzipiell ist man auch offen für Kooperationen auf Modulebene, wobei die ausländischen Partner allerdings nicht in die Herstellung, sondern nur in die Entwicklung der jeweiligen Komponenten eingebunden sind. Bau und Start der Module findet in China statt. Hierbei denkt man an folgende Projekte:
1. Gemeinsame Entwicklung eines größeren Wissenschaftsmoduls
2. Gemeinsame Entwicklung eines multifunktionalen Knotenmoduls, an das weitere Module angebaut werden können
3. Gemeinsame Entwicklung eines aufblasbaren Moduls, das mit der zum Vakuum offenen Version des Tianzhou-Frachters ins All gebracht und nach der Montage an der Station entfaltet wird
4. Gemeinsame Entwicklung eines frei fliegenden Weltraumlabors, das nur kurzfristig für Wartungsarbeiten sowie das Auffüllen von Treibstoff und Verbrauchsgütern an die Raumstation andockt[34]

## Weltraummedizin
Neben Weltraumwissenschaft und Technologieerprobung ist Weltraummedizin eines der drei Hauptarbeitsgebiete auf der Raumstation.
Die Federführung hierbei hat das Chinesische Raumfahrer-Ausbildungszentrum, das Ende 2017 gut 200 Experten von über 50 chinesischen Forschungseinrichtungen kontaktierte und mit ihnen zusammen fünf Forschungsgebiete definierte:
- Der Einfluss der Schwerelosigkeit auf die Gesundheit der Raumfahrer bei langen Aufenthalten im Weltall und technische Möglichkeiten, sie hiervor zu schützen.

- Der Einfluss der kosmischen Strahlung auf die Gesundheit der Raumfahrer bei langen Aufenthalten im Weltall und technische Möglichkeiten, sie hiervor zu schützen. Hierbei soll vor allem die Strahlungsdosis bei den gegen Strahlung empfindlichen Organen gemessen werden, um das noch verträgliche Niveau zu ermitteln und so eine Basis für die Planung künftiger Missionen zum Mond und Mars zu erhalten.

- Veränderungen in Verhalten und Fähigkeiten der Raumfahrer bei langen Aufenthalten im All, Messung und Beurteilung derselben, sowie Technologien, um sie zu adjustieren. Hierbei handelt es sich um Grundlagenforschung, die der Entwicklung von durch künstliche Intelligenz unterstütztem Zusammenwirken von Mensch und Maschine dienen soll.

- Medizinische Online-Überwachung im Orbit über einen längeren Zeitraum mittels in die Kleidung eingewebter Sensoren.

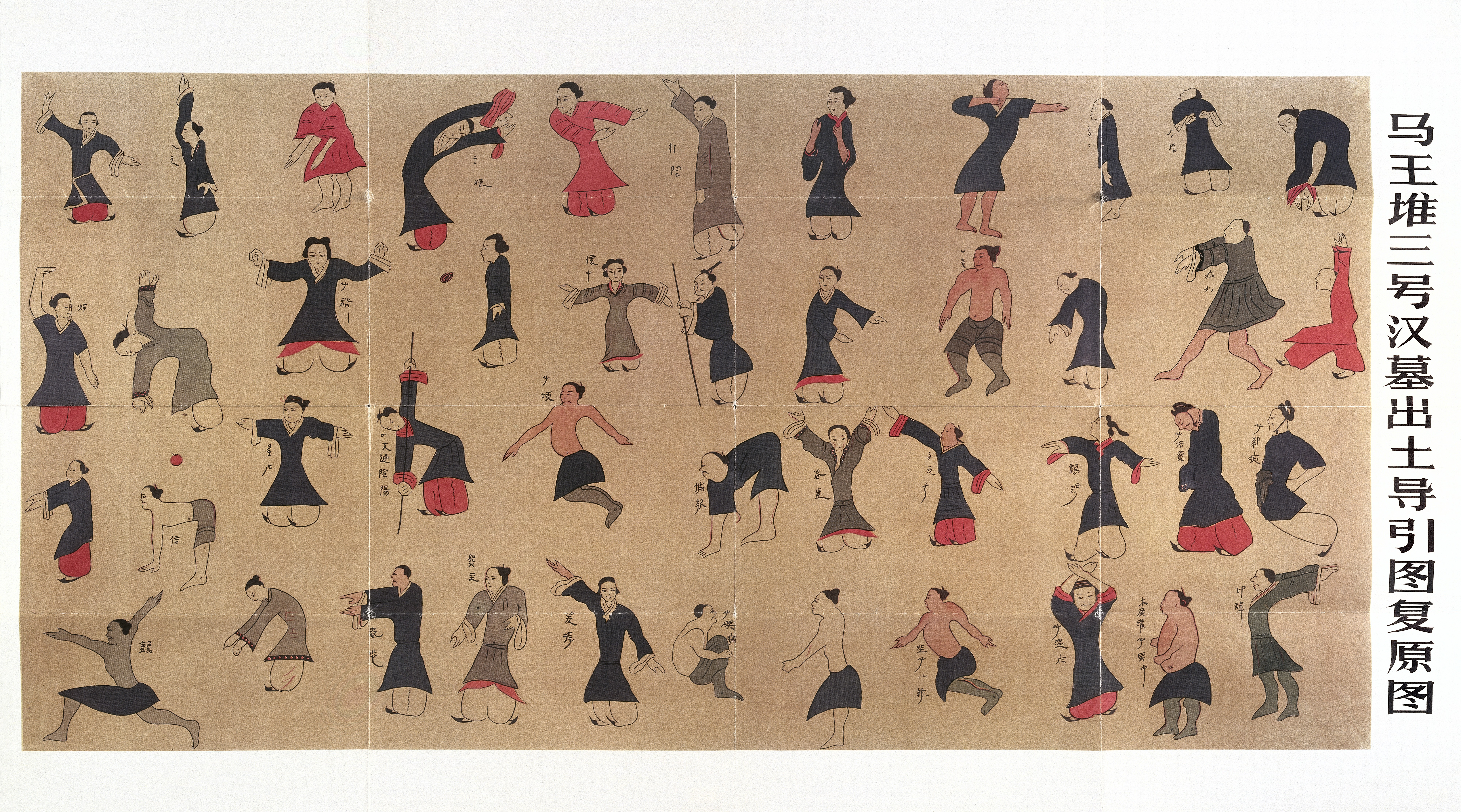
Daoyin-Übungen (Darstellung aus der Westlichen Han-Dynastie)

- Anwendung traditioneller chinesischer Medizin in der Raumfahrt, mit Schwerpunkt auf Vorsorgemaßnahmen. Ganzheitliche Herangehensweise mit bei vorangegangenen Missionen bereits bewährten Daoyin-Atemübungen (导引), Taijiquan,[93] Meditation, Yoga, Massage und Akupunktur – alles Methoden, die wenig Ressourcen verbrauchen. Versuch der Entwicklung von Gesundheitsanzügen, die mittels eingewebter Elektroden bestimmte Akupunkturpunkte stimulieren. Bei der Mission Shenzhou 13 kamen ab Januar 2022 zunächst nach diesem Prinzip arbeitende Bandagen für Knie etc. zum Einsatz.[94]

Anschließend wurde eine „Expertenkommission für weltraummedizinische Versuche“ (航天医学实验领域专家委员会) und innerhalb dieser Kommission wiederum Expertengruppen für die einzelnen Fachgebiete (专业专家组) eingerichtet. Am 19. März 2018 wurde auf der offiziellen Webseite des bemannten Raumfahrtprogramms ein Wettbewerb ausgelobt, der sich an alle mit dem Gebiet befassten Rechtsgebilde innerhalb Chinas richtete. Bis zum März 2019 hatten 17 Forschungsinstitute, 34 Hochschulen, 11 Krankenhäuser und 3 Firmen insgesamt 167 Projekte eingereicht, die zunächst von der jeweiligen Expertengruppe, anschließend von der gesamten Kommission unter Aspekten wie technische Machbarkeit, Innovationspotential, wirtschaftlicher und medizinischer Nutzen für die Gesamtbevölkerung, Bedienungsfreundlichkeit und Ressourcenverbrauch (Strom, Wasser, anzuliefernde Reagenzien) geprüft wurden. Anschließend wurden die Experimente im Labor durchgeführt, und wenn sie sich bewährten, in für die Raumstation geeignete Behälter eingebaut.

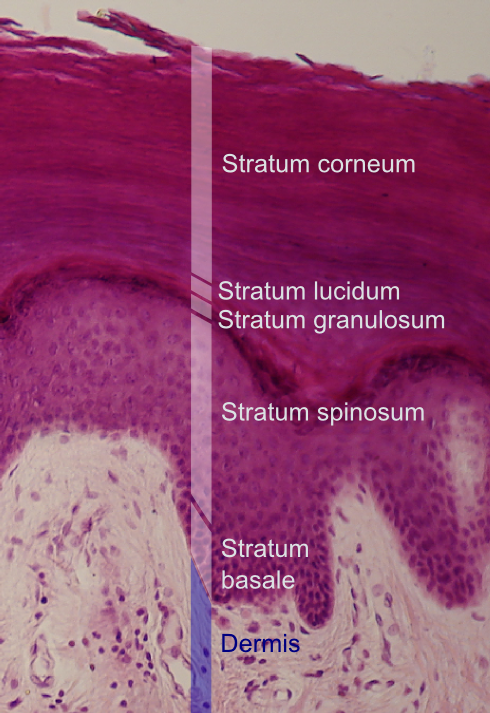
Hautschichten

Im Kernmodul gibt es einen eigenen Laborschrank für die weltraummedizinischen Experimente mit der Möglichkeit zur Analyse von Körperflüssigkeiten und anderen biologischen Proben, außerdem in die Außenwand eingebaute Strahlungsmessgeräte. Am 12. November 2022 brachte der Raumfrachter Tianzhou 5 ein seit 2019 speziell für die beengten Raumverhältnisse im All konstruiertes Multiphotonenmikroskop zur Station, mit dem die Raumfahrer, ohne mit einem Skalpell Proben nehmen zu müssen, mit einer Auflösung von 100 nm dreidimensionale, bis zu 80 μm in die Tiefe gehende Aufnahmen ihrer Haut machen können, von der äußeren Hornzellschicht über die Körnerzellschicht, die Stachelzellschicht und die Basalzellschicht bis hinunter in die oberen Schichten der Dermis.
Unter den Mitgliedern des Raumfahrerkorps gibt es bislang keine Ärzte. Das heißt, die Kampfpiloten und Ingenieure müssen vom Raumfahrer-Ausbildungszentrum für die Entnahme von Blutproben oder das Auffinden von Akupunkturpunkten geschult werden. Von den Betreibern der Experimente wurde nicht nur eine möglichst einfache Bedienbarkeit, sondern auch detailliertes Unterrichtsmaterial gefordert, das die Raumfahrer dazu in die Lage versetzen sollte, die Geräte im Notfall auch reparieren zu können. Diese neben den körperlich anstrengenden Bauarbeiten an der Station durchzuführenden Experimente, die ständige Beschäftigung mit Krankheiten, stellen eine Belastung für die Raumfahrer dar. Es sind mehrere psychologische Experimente vorgesehen, von denen man sich erhofft, dass sie diese Belastung reduzieren könnten.
Im Mai 2018 wurden über das Büro der Vereinten Nationen für Weltraumfragen „alle Länder, unabhängig von ihrer Größe und ihrem Entwicklungsstand“ dazu eingeladen, ihre Experimente auf der Station zu betreiben.
Bei den im Juni 2019 vom Büro für bemannte Raumfahrt und der UNOOSA aus den eingereichten Vorschlägen ausgewählten Experimenten ging es mehrheitlich um Physik. Daneben wurde aber auch ein Projekt der Fakultät für Medizin und Gesundheitswissenschaften der Technisch-Naturwissenschaftlichen Universität Norwegens und weiterer Institute in den Niederlanden und Belgien ausgewählt, wo die Theorie überprüft werden soll, dass kosmische Strahlung zwar das Wachstum von Krebszellen fördert, Schwerelosigkeit dieses jedoch verlangsamt oder stoppt.

## Gefahr durch Weltraummüll
Für die Evaluierung der Gefährdung von Raumflugkörpern durch Weltraummüll, die Auslösung eines entsprechenden Alarms und die Koordinierung von Notfallmaßnahmen ist seit dem 8. Juni 2015 das Zentrum für Überwachung von Weltraummüll der Nationalen Raumfahrtbehörde Chinas zuständig.
Das Zentrum verfügt über eine eigene Datenbank mit den Orbitaldaten jedes Trümmerstücks. Die praktische Überwachung und die Suche nach neuen Trümmerstücken wurde den Nationalen Astronomischen Observatorien der Chinesischen Akademie der Wissenschaften übertragen.
Dort wiederum ist die Sternwarte am purpurnen Berg in Nanjing für diese Aufgabe eingeteilt, die in Zusammenarbeit mit dem Satellitenkontrollzentrum Xi’an ein eigenes Forschungszentrum für die Beobachtung von Zielen und Trümmerstücken im Weltraum betreibt. Dem Forschungszentrum angeschlossen sind optische Teleskope in den Nanjinger Außenstellen Honghe, Yao’an, Xuyi und Delhi sowie der Außenstelle Nanshan des Astronomischen Observatoriums Xinjiang, des Astronomischen Observatoriums Yunnan auf dem Phönixberg bei Kunming und in Changchun.
Die Raumstation selbst besitzt ein Radarsystem, das anfliegende Objekte ortet, die Mannschaft und das Raumfahrtkontrollzentrum Peking warnt und den Orbit der Station mittels der Haupt- und Steuertriebwerke, gegebenenfalls mit Unterstützung eines am Heck angedockten Raumfrachters, anhebt oder absenkt, um den Mikrometeoriten oder Trümmerstücken aus dem Weg zu gehen. Dies wurde am 1. Juli und 21. Oktober 2021 notwendig, als Starlink-Satelliten der amerikanischen Firma SpaceX der Raumstation gefährlich nahe kamen.
In beiden Fällen war die Raumstation von Raumfahrern besetzt. Bei ernsthaften Problemen begeben sich die Raumfahrer je nach Gefahrenlage und Vorwarnzeit in das ständig am Bug der Station angedockte Shenzhou-Raumschiff oder sie flüchten sich in das Wissenschaftsmodul Wentian, wo sich eine zweite „Kommandobrücke“ für die Raumstation befindet. Die Schlafkabinen der drei Raumfahrer (jeder hat eine eigene) befinden sich in der Korridorsektion des Kernmoduls Tianhe, in unmittelbarer Nähe der kugelförmigen Schleusensektion; die Station ist so ausgelegt, dass die Raumfahrer in maximal fünf Minuten eine beschädigte Sektion verlassen können. Für eventuell mögliche Reparaturen bei langsamem Druckabfall oder verrauchten Module befinden sich an Bord Sauerstoffmasken mit einem Schlauch, der an die Notversorgung angekoppelt werden kann.
Vom Kosmodrom Jiuquan in der Wüste Gobi, wo an 300 Tagen im Jahr geflogen werden kann, kann innerhalb weniger Tage das ständig bereitstehende Rettungsraumschiff starten.
Daneben wurden, basierend auf den Erfahrungen mit den Tiangong-Raumlabors, auch konstruktive Maßnahmen zum passiven Schutz vor Weltraummüll getroffen. Eines der Kernsysteme, bei denen sich eine Anordnung von Komponenten an der Außenseite nicht vermeiden lässt, ist das Kühlsystem. Hier wählten die Ingenieure der Hauptentwicklungsabteilung bei der Chinesischen Akademie für Weltraumtechnologie (seit 2020 „Hauptabteilung Großprojekte“) ein Konzept, wo die beiden Wärmerohre, die das Kühlmedium zu den Radiatoren der Station transportieren, nur zu einem ganz geringen Teil an der Außenseite verlaufen, was die Wahrscheinlichkeit einer Beschädigung stark reduziert.
Ansonsten sind die unter Druck stehenden Sektionen der Raumstation in einen gefüllten Whipple-Schild gehüllt. Unter der äußeren Prallschicht befindet sich zuerst eine dreischichtige Lage Basaltfaser-Gewebe mit einer Flächendichte von 0,096 g/cm², darunter eine dreischichtige Lage Aramid-Gewebe mit einer Flächendichte von 0,06 g/cm². Erst dann kommt die eigentliche Kabinenwand. Für den Ausbauzustand mit drei Modulen kamen die Ingenieure unter Annahme der Mülldichte von 2022 auf eine Wahrscheinlichkeit von 99,7 %, dass im Laufe eines Jahres kein Trümmerstück oder Mikrometeorit die Wand durchdringt. Unter denselben Annahmen kamen sie auf eine Wahrscheinlichkeit von 99,952 %, dass im Laufe eines Jahres kein Mitglied einer dreiköpfigen Besatzung als Folge einer Beschädigung der Raumstation erstickt.
Ohne den Whipple-Schild wäre – unter Annahme einer gleichbleibenden Mülldichte – die Wahrscheinlichkeit, dass die Raumstation in ihrer derzeitigen Ausdehnung (16,6 m lang, 38,6 m breit) bis 2032 nicht perforiert wird fast Null. Für den Fall, dass es doch zu einer Perforation kommt, besitzt die Raumstation in jedem Modul ein 2020 beim Flug eines Prototyps des Bemannten Raumschiffs der neuen Generation getestetes akustisches Ortungsgerät, das Hintergrundgeräusche ignorieren und innerhalb von maximal 2 Sekunden das Geräusche eines Aufpralls und der durch ein eventuelles Leck entweichenden Luft mit einer Genauigkeit von 50 × 50 cm lokalisieren kann.
Entsprechend den unterschiedlichen Risiken werden drei verschiedene Arten von Whipple-Schild verwendet:
1. An der Kugelschleuse, die aus der in China unter der Bezeichnung 5A06 bekannten Aluminium-Magnesium-Legierung besteht und eine Wandstärke von 2,5 mm besitzt, besteht zwischen Schleusenwand und Gewebeschicht ein Abstand von 17,5 mm, und 10 cm über der Gewebeschicht befindet sich die 1 mm dicke, ebenfalls aus 5A06 bestehende Prallschicht.
2. An der Korridorsektion des Kernmoduls mit den Schlafkabinen der Raumfahrer, die ebenfalls eine 2,5 mm starke Außenwand aus 5A06 besitzt, ist die Gewebeschicht ebenfalls 17,5 mm entfernt, 6 cm darüber befindet sich die 0,8 mm dicke Prallschicht aus der Aluminium-Mangan-Legierung 3A21.
3. An den Modulsektionen mit 4,2 m Durchmesser, die eine 3,5 mm dicke Außenwand aus 5A06 besitzen, ist die Gewebeschicht 21,5 mm entfernt; die Prallschicht besteht aus 0,8 mm dickem 3A21 und ist 6 cm von der Gewebeschicht entfernt.[107]

## Missionsliste
Dies ist die Liste der Flüge zur Chinesischen Raumstation (CSS). Module sind braun hinterlegt, Frachter sind blau hinterlegt, bemannte Raumschiffe sind grün hinterlegt. Flüge ohne COSPAR-ID sind geplant. Der Querbalken trennt die Starts der Bauphase von denen der am 24. Februar 2023 offiziell begonnenen Nutzungs- und Erweiterungsphase.
|    | Raumflugkörper COSPAR-ID | Aufgabe / Nutzlast                                                            | Träger  | Start (UTC)              | Startplatz   | Kopplung (UTC)             | Schleuse       | Abkopplung (UTC)         | Dauer der Kopplung (ddd:hh:mm) | Landung/Deorbit (UTC)    |
| -- | ------------------------ | ----------------------------------------------------------------------------- | ------- | ------------------------ | ------------ | -------------------------- | -------------- | ------------------------ | ------------------------------ | ------------------------ |
| 1  | Tianhe 2021-035A         | Kernmodul                                                                     | CZ-5B   | 29. April 2021 03:23     | Wenchang 101 | erstes CSS-Modul           | –              | –                        | –                              | –                        |
| 2  | Tianzhou 2 2021-046A     | Betankung/Versorgungsgüter 0 Massesimulator bei Übung 0 Fernsteuerungsübung 0 | CZ-7    | 29. Mai 2021 12:55       | Wenchang 201 | 29. Mai 2021 21:01         | Heck           | 18. September 2021 02:25 | 111:05:24                      | 31. März 2022 10:40      |
| 2  | Tianzhou 2 2021-046A     | Betankung/Versorgungsgüter 0 Massesimulator bei Übung 0 Fernsteuerungsübung 0 | CZ-7    | 29. Mai 2021 12:55       | Wenchang 201 | 18. September 2021 06:25   | Bug/vorne      | 5. Januar 2022 22:12     | 109:15:47                      | 31. März 2022 10:40      |
| 2  | Tianzhou 2 2021-046A     | Betankung/Versorgungsgüter 0 Massesimulator bei Übung 0 Fernsteuerungsübung 0 | CZ-7    | 29. Mai 2021 12:55       | Wenchang 201 | 5. Januar 2022 22:59       | Bug/vorne      | 7. Januar 2022 21:55     | 1:22:56                        | 31. März 2022 10:40      |
| 2  | Tianzhou 2 2021-046A     | Betankung/Versorgungsgüter 0 Massesimulator bei Übung 0 Fernsteuerungsübung 0 | CZ-7    | 29. Mai 2021 12:55       | Wenchang 201 | 7. Januar 2022 23:55       | Bug/vorne      | 27. März 2022 07:59      | 78:08:04                       | 31. März 2022 10:40      |
| 3  | Shenzhou 12 2021-053A    | Stationsüberprüfung                                                           | CZ-2F/G | 17. Juni 2021 01:22      | Jiuquan 91   | 17. Juni 2021 07:54        | Bug/vorne      | 16. September 2021 00:56 | 90:17:02                       | 17. September 2021 05:34 |
| 4  | Tianzhou 3 2021-085A     | Versorgungsgüter                                                              | CZ-7    | 20. September 2021 07:10 | Wenchang 201 | 20. September 2021 14:08   | Heck           | 19. April 2022 21:02     | 211:06:54                      | 27. Juli 2022 03:31      |
| 4  | Tianzhou 3 2021-085A     | Versorgungsgüter                                                              | CZ-7    | 20. September 2021 07:10 | Wenchang 201 | 20. April 2022 01:06       | Bug/vorne      | 17. Juli 2022 02:59      | 88:01:53                       | 27. Juli 2022 03:31      |
| 5  | Shenzhou 13 2021-092A    | Stationsüberprüfung                                                           | CZ-2F/G | 15. Oktober 2021 16:23   | Jiuquan 91   | 15. Oktober 2021 22:56     | Bug/unten      | 15. April 2022 16:44     | 181:17:48                      | 16. April 2022 01:56     |
| 6  | Tianzhou 4 2022-050A     | Betankung/Versorgungsgüter                                                    | CZ-7    | 9. Mai 2022 17:56        | Wenchang 201 | 10. Mai 2022 00:54         | Heck           | 9. November 2022 06:55   | 183:06:01                      | 14. November 2022 23:21  |
| 7  | Shenzhou 14 2022-060A    | Montage der Wissenschaftsmodule                                               | CZ-2F/G | 5. Juni 2022 02:44       | Jiuquan 91   | 5. Juni 2022 09:42         | Bug/unten      | 4. Dezember 2022 03:01   | 181:17:19                      | 4. Dezember 2022 12:09   |
| 8  | Wentian 2022-085A        | Wissenschaftsmodul                                                            | CZ-5B   | 24. Juli 2022 06:22      | Wenchang 101 | 24. Juli 2022 19:13        | Bug/vorne      | 30. September 2022 03:48 | 67:08:35                       | –                        |
| 8  | Wentian 2022-085A        | Wissenschaftsmodul                                                            | CZ-5B   | 24. Juli 2022 06:22      | Wenchang 101 | 30. September 2022 04:44   | Bug/steuerbord | –                        | –                              | –                        |
| 9  | Mengtian 2022-143A       | Wissenschaftsmodul                                                            | CZ-5B   | 31. Oktober 2022 07:37   | Wenchang 101 | 31. Oktober 2022 20:27     | Bug/vorne      | 3. November 2022 00:32   | 2:04:05                        | –                        |
| 9  | Mengtian 2022-143A       | Wissenschaftsmodul                                                            | CZ-5B   | 31. Oktober 2022 07:37   | Wenchang 101 | 3. November 2022 01:32     | Bug/backbord   | –                        | –                              | –                        |
| 10 | Tianzhou 5 2022-152A     | Versorgungsgüter, Cubesats, wissenschaftliche Nutzlasten                      | CZ-7    | 12. November 2022 02:03  | Wenchang 201 | 12. November 2022 04:10    | Heck           | 5. Mai 2023 07:26        | 174:03:16                      | 12. September 2023 01:13 |
| 10 | Tianzhou 5 2022-152A     | Versorgungsgüter, Cubesats, wissenschaftliche Nutzlasten                      | CZ-7    | 12. November 2022 02:03  | Wenchang 201 | 5. Juni 2023 19:10         | Bug/vorne      | 11. September 2023 08:46 | 97:13:36                       | 12. September 2023 01:13 |
| 11 | Shenzhou 15 2022-162A    | Installation von Nutzlasten                                                   | CZ-2F/G | 29. November 2022 15:08  | Jiuquan 91   | 29. November 2022 21:42    | Bug/vorne      | 3. Juni 2023 13:29       | 185:15:47                      | 3. Juni 2023 22:33       |
|    |                          |                                                                               |         |                          |              |                            |                |                          |                                |                          |
| 12 | Tianzhou 6 2023-063A     | Versorgungsgüter, Treibstoff für chemische und Ionentriebwerke                | CZ-7    | 10. Mai 2023 13:22       | Wenchang 201 | 10. Mai 2023 21:16         | Heck           | 12. Januar 2024 08:02    | 246:10:46                      | 19. Januar 2024          |
| 13 | Shenzhou 16 2023-077A    | Überwachung der Nutzlasten                                                    | CZ-2F/G | 30. Mai 2023 01:31       | Jiuquan 91   | 30. Mai 2023 08:29         | Bug/unten      | 30. Oktober 2023 12:37   | 153:04:08                      | 31. Oktober 2023 00:11   |
| 14 | Shenzhou 17 2023-164A    | Reparatur von Solarmodulen                                                    | CZ-2F/G | 26. Oktober 2023 03:14   | Jiuquan 91   | 26. Oktober 2023 09:46     | Bug/vorne      |                          |                                | 30. April 2024           |
| 15 | Tianzhou 7 2024-013A     | Versorgungsgüter                                                              | CZ-7    | 17. Januar 2024 14:27    | Wenchang 201 | 17. Januar 2024 17:46      | Heck           |                          |                                | 10. November 2024        |
| 16 | Shenzhou 18 2024-078A    | Überwachung der Nutzlasten                                                    | CZ-2F/G | 25. April 2024 12:59     | Jiuquan 91   | 25. April 2024 19:32       |                | 3. November 2024 08:12   | 191:12:40                      | 3. November 2024 17:24   |
| 17 | Shenzhou 19 2024-195A    | Überwachung der Nutzlasten                                                    | CZ-2F/G | 29. Oktober 2024 20:27   | Jiuquan 91   | 30. Oktober 2024 ca. 03:00 | Bug/vorne      | 30. April 2025 ca. 05:00 | ca. 183:02:00                  | 30. April 2025           |
| 18 | Tianzhou 8 2024-211A     | Versorgungsgüter                                                              | CZ-7    | 15. November 2024 15:13  | Wenchang 201 |                            | Heck           |                          |                                |                          |
| 19 | Shenzhou 20 2025-082A    |                                                                               | CZ-2F/G | 24. April 2025 09:17     | Jiuquan 91   | 24. April 2025 15:49       |                |                          |                                | Herbst 2025 (geplant)    |

## Versorgung
Mit den ersten, halbjährlichen Versorgungsflügen der Tianzhou-Frachtraumschiffe wurden noch zahlreiche Ersatzteile ins All gebracht. Seit dem Übergang in die Nutzungs- und Erweiterungsphase der Raumstation am 24. Februar 2023 beträgt der jährliche Bedarf an Versorgungsgütern für die dreiköpfige Besatzung rund 12 t, was mit etwa alle acht Monate startenden Tianzhou-Frachtern der zweiten Baureihe bewältigt wird. Um aber auch die private Raumfahrtindustrie, wie im 14. Fünfjahresplan (2021–2025) vorgesehen, zu fördern, startete das Büro für bemannte Raumfahrt am 5. Januar 2021 eine öffentliche Ausschreibung für Transportdienste. Hierbei gab es zwei Kategorien: Transporte in den Orbit mit einer Liefermenge von 1–4 t pro Flug sowie Transporte zur Erde mit einer Liefermenge von 100–300 kg pro Flug. Am 4. August 2021 unterzeichnete die Pekinger Firma InterSpace Explore (北京星际开发科技有限公司) einen Vertrag mit dem privaten Raketenbauer Galactic Energy über den Start des von ihr entwickelten Rückkehrsatelliten Zengzhang-1 (增长一号) – ein Demonstrationmodell ohne Ankoppelmechanismus – mit der Trägerrakete Ceres-1 von Galactic Energy. Der Satellit sollte ein Startgewicht von 350 kg besitzen – die maximale Nutzlast der Ceres-1 – und dazu in der Lage sein, eine Ladung von gut 100 kg zur Erde zurückzubringen.
Dies konkretisierte sich dann jedoch nicht, und am 16. Mai 2023 startete das Büro für bemannte Raumfahrt eine neue Ausschreibung.
Um Start-up-Unternehmen ohne entsprechende Produktionseinrichtungen von vornherein auszuschließen, war diesmal die erste Bedingung, dass sich um Aufträge bemühende Firmen eine mindestens dreijährige Geschäftstätigkeit vorweisen und über die für die Vorfinanzierung der Raumflugkörper nötigen Eigenmittel verfügen mussten. Die Anforderungen an das Raumtransportsystem lauteten:
1. Transport in einen um 41°–42° zum Äquator geneigten Orbit von 340–420 km Höhe
2. Minimale Ladekapazität des druckbeaufschlagten Frachtraums 1,8 t, minimales Frachtvolumen 7 m³
3. Fähigkeit zum Ankoppeln an die Raumstation und Verbleiben von mindestens 3 Monaten im Orbit
4. Startvorbereitung auf dem Kosmodrom maximal 30 Tage
5. Frachtpreis maximal 120 Millionen Yuan pro Tonne
6. Fähigkeit zum kontrollierten Wiedereintritt in die Atmosphäre und Verglühen oder Landung in einem definierten Gebiet; Rücktransport von mindestens 2 t zur Vernichtung bestimmten Abfällen

Das Versorgungsraumschiff muss über einen Koppeladapter verfügen, das einen Zusammenschluss seiner Stromversorgung mit der 100-V-Ringleitung der Raumstation ermöglicht, von wo aus es, während es angedockt ist, mit Strom versorgt wird. Die Raumstation wird ihren Orbit nicht verändern, um Lieferanten das Andocken zu erleichtern. Ein Frachtraumschiff kann sich der Station sowohl autonom als auch von der Erde aus ferngesteuert annähern, das eigentliche Rendezvousmanöver muss jedoch autonom erfolgen; das Frachtraumschiff muss dazu in der Lage sein, von der Raumstation Befehle zur Kollisionsvermeidung entgegenzunehmen und auszuführen. Die Fähigkeit, sowohl am Heck als auch an der vorderen Bugschleuse linear anzudocken, ist verpflichtend, die Fähigkeit, an der unteren Bugschleuse radial anzudocken ist optional.
Trotz der hohen Anforderungen hatten bis Ende der Einreichungsfrist am 15. Juli 2023 fünf staatliche Einrichtungen und vier Privatfirmen (darunter wieder InterSpace Explore) insgesamt zehn Konzepte für eine kostengünstige Versorgung der Raumstation vorgelegt. Nach Prüfung auf prinzipielle Machbarkeit, Ausgereiftheit der Technik, vorhandene Entwicklungs- und Produktionseinrichtungen sowie Anzahl und Qualifikation des Personals der Firmen wurden vier staatliche Einrichtungen ausgewählt, deren Konzepte nun im Detail ausgearbeitet werden sollen:
- Innovationsakademie für Mikrosatelliten der Chinesischen Akademie der Wissenschaften
- Chinesische Akademie für Weltraumtechnologie
- Shanghaier Akademie für Raumfahrttechnologie
- Institut für Flugzeugkonstruktion Chengdu (成都飞机设计研究所), auch bekannt als „Institut 611“, eine Einrichtung der Aviation Industry Corporation of China, die bereits 1988 bei einer ähnlichen Ausschreibung für das Bemannte Raumfahrtprogramm der Volksrepublik China einen Raumgleiter vorgeschlagen hatte[116][117]

Die Mehrzahl dieser Firmen sieht bei ihren Konzepten Trägerraketen privater Raumfahrtunternehmen mit einer Nutzlastkapazität von 4 bis 6 Tonnen vor, mit denen sie ihre Frachtkapseln kostengünstig zur Raumstation transportieren wollen.

## Sichtbarkeit
Wie die ISS kann auch die Chinesische Raumstation bei Überflügen mit bloßem Auge gesehen werden. Wegen ihrer geringeren Bahnneigung erreicht sie für mitteleuropäische Beobachter nur eine geringe Höhe über dem Horizont. Ihre Helligkeit kann bis zu −0,3 mag betragen, womit sie Wega und Arktur an Helligkeit übertrifft.